# Vietnamesisk banan
Vietnamesisk banan (Musa exotica) art i familjen bananväxter som har sitt ursprung i Vietnam och växer på tropiska och väldigt fuktiga platser.
Exemplaren blir 0,5 till 2 meter höga. Frukten är gul som mogen och saknar frön.
Ursprungliga bestånd finns endast i Vietnamns norra del. Växten hittas mellan 200 och 650 meter över havet. Den förekommer ofta längs vattendrag. Den årliga medeltemperaturen ligger vid 24,7 °C och den årliga nederbördsmängden vid 2150 mm. Några individer planterades i nationalparker och trädgårdar.
Beståndet hotas främst av skogsröjningar. Det är uppdelat i flera från varandra skilda populationer. IUCN listar arten som akut hotad (CR).